# Virginiaral
De virginiaral (Rallus limicola) is een vogel uit de familie van rallen (Rallidae) uit Noord- en Midden-Amerika.

## Kenmerken
De vogel is 20 tot 25 cm lang en weegt 64 tot 124 gram, de mannetjes zijn gemiddeld 20 gram zwaarder, maar verschillen verder niet van de vrouwtjes. De vogel is roodbruin op de borst en zwart op de buik met lichte veerranden tussen het zwart. De bovenkant is roodbruin, donker gevlekt. Opvallend zijn de blauwgrijze zijkanten van de kop. De snavel is van onder roodbruin en van boven zwart, de poten zijn dofbruin.

## Verspreiding en leefgebied
Deze soort komt voor in Noord- en Midden-Amerika en telt twee ondersoorten:
- R. l. limicola: zuidelijk Canada en de Verenigde Staten.
- R. l. friedmanni: het zuidelijke deel van Centraal-en zuidoostelijk Mexico.
- de twee ondersoorten van de Ecuadorral die in Zuid-Amerika voorkomen, worden ook wel beschouwd als ondersoorten van deze soort.

De vogels in Noord-Amerika zijn trekvogels die de winter doorbrengen in Mexico en verder in Midden-Amerika. Het leefgebied bestaat overwegend uit zoetwatermoerassen met een goed ontwikkelde oevervegetatie met riet, lisdodde, bies en zegge maar ook wel in natte hooilanden en soms in brak- en zoutwatermoerassen.

## Status
De virginiaral heeft een groot verspreidingsgebied. De grootte van de wereldpopulatie is niet gekwantificeerd. Men veronderstelt dat de soort in aantal vooruit gaat. Om deze redenen staat de soort als niet bedreigd op de Rode Lijst van de IUCN.